# Nørre Bork
Nørre Bork er en by i Vestjylland med 209 indbyggere i byområdet (2015), beliggende 3 km sydøst for Bork Havn, 7 km nord for Nørre Nebel, 16 km sydvest for Tarm og 19 km sydvest for Skjern. Byen hører til Ringkøbing-Skjern Kommune og ligger i Region Midtjylland.
Nørre Bork hører til Nørre Bork Sogn, og Nørre Bork Kirke ligger i bebyggelsen Vesterby 1½ km nordvest for Nørre Bork.

## Faciliteter
- Bork Skole ligger i den nordlige udkant af byen og har 80 elever, fordelt på 0.-6. klassetrin. De fleste elever kommer til Tarm Skole for at tage 7.-9. klasse. Skolen har SFO.[2] Der er 16 ansatte.[3]
- Bork Hallen er nabo til skolen.
- Bork forenede Klubber (BfK) blev dannet i 1972 ved sammenslutning af Bork Idrætsforening, Bork Boldklub, Sønder Bork Gymnastikforening og Sønder Bork Ungdomsforening. Den dækker således hele det lokalområde, der omfatter Nørre Bork, Sønder Bork, Obling og Bork Havn og har mange fælles faciliteter og arrangementer. Det største arrangement er Bork Festival, der er arrangeret i uge 31 siden 1979 og indtil 2018 hed Bork Havn Musikfestival. Foreningen tilbyder badminton, fodbold, gymnastik, håndbold, indendørs cykling, E-sport, petanque og bowls.[4]
- Bork Kro og Sønder Bork Forsamlingshus ligger i Sønder Bork 3 km syd for Nørre Bork.

## Historie
I 1904 beskrives Nørre Bork således: "Nørre-Bork (Vester-, Øster-, Sønder-, Nørre- og Midtby) med Kirke, Skole, Købmandshdlr. og Mølle" På det lave målebordsblad fra 1900-tallet ses desuden et jordemoderhus og missionshuset Salem. Det blev opført i 1904 og var i over 100 år en bastion for Indre Mission.

### Kommunen
Nørre Bork Sogn havde egen præst indtil 1631, hvor det blev anneks til Sønder Bork Sogn. Sønder Bork-Nørre Bork pastorat blev grundlaget for Sønder Bork-Nørre Bork sognekommune, der fungerede indtil den i 1966 indgik i Egvad Kommune, der var dannet ved en af de frivillige kommunesammenlægninger forud for kommunalreformen i 1970. Egvad Kommune blev ved strukturreformen i 2007 indlemmet i Ringkøbing-Skjern Kommune.

### Jernbanen
Nørre Bork fik station på Nørre Nebel-Tarm Jernbane (1913-1940). Stationsbygningen er bevaret på Vestervang 9. Grubbesholmvej i Nørre Bork er anlagt på banetracéet, og i Nørre Bork Plantage øst for byen er godt 1 km af banetracéet bevaret som skovvej.

## Kendte personer
- Ole Borch (1626-1690), filolog og kemiker, født i Nørre-Bork Præstegaard.